# Anton Kuivanen
Anton Kuivanen (ur. 1 maja 1984 w Parnawa) – estońsko-fiński zawodnik i trener mieszanych sztuk walki (MMA) walczący w kategorii lekkiej. Były zawodnik takich organizacji jak: EFM, UAE Warriors oraz UFC.

## Życiorys
Anton Kuivanen urodził się w Parnawie, w Estonii. Ma dwóch braci, ich matka Valentina jest Rosjanką, a ojciec Vladimir jest Finem i Estończykiem.
Pierwszym kontaktem Kuivanena ze sztukami walki było karate, które poznał w wieku czterech lat w jego rodzinnej Estonii. Anton i jego bracia byli wysportowani i aktywni od dzieciństwa, grając w piłkę nożną i hokej na lodzie. Jako nastolatek uzupełniał swój trening walki capoeirą, boksem i zapasami, zanim zainteresował się mieszanymi sztukami walki.

## Kariera trenerska
Po ukończeniu studiów jako certyfikowany trener sportowy w Pajulahti Sports Institute, Kuivanen jest trenerem w Crest Professional Fighting Center od 2006 roku.
1 lipca 2020 roku został mianowany głównym trenerem Primus Fight Team, klubu, w którym trenował od początku swojej kariery w mieszanych sztukach walki.

## Osiągnięcia

### Mieszane sztuki walki
- Cage MMA
  - 2011-2013: Mistrz Cage w wadze lekkiej
  - 2015: Mistrz Cage w wadze lekkiej
- Nordic MMA Awards - MMAviking.com
  - 2013: Nokaut roku wg portalu MMAviking.com[8]

## Lista walk w MMA
| Wynik     | Bilans | Przeciwnik (bilans przed walką) | Rozstrzygnięcie                                   | Runda | Czas | Rozgrywki                                            | Data       | Miejsce      | Uwagi                                                                                   |
| --------- | ------ | ------------------------------- | ------------------------------------------------- | ----- | ---- | ---------------------------------------------------- | ---------- | ------------ | --------------------------------------------------------------------------------------- |
| Przegrana | 26-13  | Artur Sowiński (21-12. 2 NC)    | Decyzja (większościowa)                           | 5     | 5:00 | EFM Show 2: Materla vs. Rimbon                       | 11.09.2021 | Sofia        | Debiut w EFM Show. Pojedynek o pas mistrzowski EFM Show w wadze lekkiej. Co-Main Event. |
| Przegrana | 26-12  | Dan Moret (13-6)                | TKO (ciosy pięściami)                             | 2     | 4:59 | UAE Warriors 9                                       | 29.11.2019 | Abu Zabi     | Debiut w UAE Warriors.                                                                  |
| Przegrana | 26-11  | Valeriu Mircea (22-5-1)         | TKO (ciosy pięściami)                             | 2     | 4:15 | Cage 44                                              | 08.09.2018 | Helsinki     | Main Event.                                                                             |
| Wygrana   | 26-10  | Takasuke Kume (21-5-3)          | TKO (ciosy pięściami)                             | 2     | 4:56 | Pancrase 297                                         | 01.07.2018 | Tokio        |                                                                                         |
| Wygrana   | 25-10  | Junior Maranhão (18-6)          | Decyzja (jednogłośna)                             | 3     | 5:00 | Cage 42                                              | 17.02.2018 | Helsinki     |                                                                                         |
| Wygrana   | 24-10  | Tetsuya Yamada (18-4-2)         | Decyzja (jednogłośna)                             | 3     | 5:00 | Cage 38                                              | 18.02.2017 | Helsinki     |                                                                                         |
| Przegrana | 23-10  | Felipe Silva (6-0)              | TKO (ciosy pięściami)                             | 1     | 4:04 | Cage 35                                              | 13.05.2016 | Helsinki     |                                                                                         |
| Przegrana | 23-9   | Thibault Gouti (10-0)           | KO (cios)                                         | 3     | 1:08 | Cage 33                                              | 21.11.2015 | Helsinki     |                                                                                         |
| Wygrana   | 23-8   | Eric Reynolds (18-9)            | Decyzja (jednogłośna)                             | 3     | 5:00 | Cage 31                                              | 19.09.2015 | Helsinki     | Zdobył pas mistrzowski Cage w wadze lekkiej.                                            |
| Wygrana   | 22-8   | Sean Carter (10-1)              | Decyzja (jednogłośna)                             | 3     | 5:00 | Cage 30                                              | 16.05.2015 | Helsinki     |                                                                                         |
| Wygrana   | 21-8   | Sergej Grečicho (20-5-1)        | Decyzja (jednogłośna)                             | 3     | 5:00 | Cage 29                                              | 28.02.2015 | Helsinki     |                                                                                         |
| Przegrana | 20-8   | Dakota Cochrane (16-5)          | KO (latające kolano)                              | 1     | 0:48 | Fight Night Finland: Cochrane vs Kuivanen            | 14.06.2014 | Helsinki     |                                                                                         |
| Wygrana   | 20-7   | Oriol Gaset (15-7)              | TKO (kolano na korpus)                            | 1     | 1:03 | Grand Combat Entertainment: Seven Virtues of Bushido | 14.12.2013 | Salo         | Pojedynek w limicie umownym -72,5 kg.                                                   |
| Wygrana   | 19-7   | Diego Gonzalez (15-9)           | KO (ciosy pięściami)                              | 1     | 0:52 | Superior Challenge 9                                 | 23.11.2013 | Göteborg     |                                                                                         |
| Przegrana | 18-7   | Eric Reynolds (17-6)            | KO (ciosy pięściami)                              | 1     | 0:30 | Cage 23                                              | 21.09.2013 | Vantaa       | Stracił pas mistrzowski Cage w wadze lekkiej.                                           |
| Wygrana   | 18-6   | Jason Pierce (11-1)             | Decyzja (jednogłośna)                             | 3     | 5:00 | Cage 22                                              | 11.05.2013 | Vantaa       | Obronił pas mistrzowski Cage w wadze lekkiej.                                           |
| Przegrana | 17-6   | Michael Chiesa (6-0)            | Poddanie (duszenie zza pleców)                    | 2     | 2:29 | UFC 157                                              | 23.02.2013 | Anaheim      |                                                                                         |
| Wygrana   | 17-5   | Mitch Clarke (9-1)              | Decyzja (niejednogłośna)                          | 3     | 5:00 | UFC 149                                              | 21.07.2012 | Calgary      |                                                                                         |
| Przegrana | 16-5   | Justin Salas (9-3)              | Decyzja (jednogłośna)                             | 3     | 5:00 | UFC on Fuel TV: Sanchez vs. Ellenberger              | 15.02.2012 | Omaha        | Debiut w UFC.                                                                           |
| Wygrana   | 16-4   | Thiago Meller (16-4)            | Decyzja (jednogłośna)                             | 3     | 5:00 | Cage 16: 1st Defense                                 | 08.10.2011 | Espoo        | Obronił pas mistrzowski Cage w wadze lekkiej.                                           |
| Wygrana   | 15-4   | Ivan Buchinger (18-2)           | Decyzja (jednogłośna)                             | 3     | 5:00 | Cage 15: Powered by Reezig                           | 29.04.2011 | Espoo        | Zdobył pas mistrzowski Cage w wadze lekkiej.                                            |
| Wygrana   | 14-4   | Ryan Bixler (24-13-1)           | Poddanie (duszenie zza pleców)                    | 2     | 4:51 | Fight Festival 29                                    | 31.01.2011 | Helsinki     |                                                                                         |
| Wygrana   | 13-4   | Tim Radcliffe (9-3)             | TKO (niezdolność do kontynuowania walki-kontuzja) | 1     | 5:00 | Cage 14: All Stars                                   | 20.10.2010 | Espoo        |                                                                                         |
| Wygrana   | 12-4   | Raymond Jarman (15-15-1)        | TKO (kolano na korpus)                            | 3     | 4:00 | Cage 13: Spring Break                                | 08.05.2010 | Vantaa       |                                                                                         |
| Wygrana   | 11-4   | Erikas Petraitis (20-8-2)       | Decyzja (jednogłośna)                             | 3     | 5:00 | Fight Festival 26                                    | 17.10.2009 | Helsinki     |                                                                                         |
| Wygrana   | 10-4   | Yunus Evloev (6-2)              | Poddanie (dźwignia prosta na staw łokciowy)       | 1     | 1:22 | Lappeenranta Fight Night 3                           | 25.04.2009 | Lappeenranta |                                                                                         |
| Wygrana   | 9-4    | Alexandre Abin (3-2)            | TKO (ciosy pięściami)                             | 1     | 2:30 | Fight Festival 25                                    | 14.03.2009 | Helsinki     |                                                                                         |
| Wygrana   | 8-4    | Owen Hartwig (0-2)              | Poddanie (dźwignia prosta na staw łokciowy)       | 1     | 2:27 | Arctic Fights 2                                      | 17.01.2009 | Rovaniemi    |                                                                                         |
| Przegrana | 7-4    | Bendy Casimir (15-4-2)          | Poddanie (dźwignia prosta na staw kolanowy)       | 1     | 4:03 | Hell Cage 2                                          | 19.10.2008 | Praga        |                                                                                         |
| Wygrana   | 7-3    | Juris Karpenko (0-1)            | Poddanie (dźwignia prosta na staw łokciowy)       | 1     | 0:59 | Fight Festival 24                                    | 20.09.2008 | Helsinki     |                                                                                         |
| Wygrana   | 6-3    | Václav Šťastný (4-2-1)          | Poddanie (dźwignia prosta na staw łokciowy)       | 1     | 1:51 | Carelia Fight 4                                      | 06.09.2008 | Imatra       |                                                                                         |
| Wygrana   | 5-3    | Sergei Kudryashov (0-0)         | Poddanie (duszenie trójkątne rękoma)              | 1     | 1:23 | The Cage Vol. 9: Capital Concussion                  | 08.12.2007 | Helsinki     |                                                                                         |
| Przegrana | 4-3    | Sergej Juskevic (6-5-2)         | TKO (ciosy pieściami)                             | 2     | 1:27 | K-1 HERO's: HERO's Lithuania 2007                    | 10.11.2007 | Wilno        |                                                                                         |
| Wygrana   | 4-2    | Takayuki Okochi (7-9-3)         | TKO (ciosy pięściami)                             | 1     | 0:59 | Shooto Estonia: Bushido                              | 14.04.2007 | Tallinn      |                                                                                         |
| Przegrana | 3-2    | Marius Liaukevicius (7-5)       | TKO (ciosy pięściami)                             | 2     | 4:27 | K-1: Hero's Lithuania                                | 11.11.2006 | Wilno        |                                                                                         |
| Przegrana | 3-1    | Hiroki Kotani (2-11-4)          | Poddanie (dźwignia skrętna na staw skokowy)       | 1     | 1:17 | Zst: Prestige                                        | 23.09.2006 | Turku        |                                                                                         |
| Wygrana   | 3-0    | Cole Lauritsen (0-0)            | Decyzja (jednogłośna)                             | 3     | 5:00 | Carelia Fight 2                                      | 02.09.2006 | Imatra       |                                                                                         |
| Wygrana   | 2-0    | Martin Ahlberg (0-2)            | Poddanie (duszenie gilotynowe)                    | 1     | 0:35 | The Cage Vol. 6: Balls to the Wall                   | 20.05.2006 | Helsinki     |                                                                                         |
| Wygrana   | 1-0    | Sergey Denisov (0-1)            | Poddanie (duszenie zza pleców)                    | 1     | 1:48 | EKH: MMA Action                                      | 14.01.2006 | Espoo        | Debiut w zawodowym MMA.                                                                 |